# Mabel's Bare Escape
Mabel's Bare Escape é um filme de comédia dos Estados Unidos de 1914, dirigido e estrelado por Mabel Normand, com produção de Mack Sennett.

## Elenco
- Mabel Normand ... Mabel